# Stanhopea hernandezii
Espèce
Synonymes
- Anguloa hernandezii Kunth (basionyme)
- Maxillaria lyncea Lindl.
- Stanhopea devoniensis Lindl.
- Stanhopea lyncea (Lindl.) P.N.Don
- Stanhopea cavendishii Lindl. ex W.Baxter

Statut CITES
Stanhopea hernandezii est une espèce de plantes à fleurs de la famille des Orchidaceae. C’est une orchidée épiphyte et endémique du Centre et du Sud du Mexique. Ses larges fleurs parfumées sont pollinisées par des abeilles du groupe Euglossa.
Appelée cōā-tzontecomatl-xōchitl, « fleur à tête de serpent » par les Aztèques, elle aurait été utilisée à l'époque pré-colombienne dans la confection de pains sophistiqués à vertus apéritives et digestives.